# Immaculée Ilibagiza
Immaculée Ilibagiza, född 1972 i Rwanda, är en tutsisk författare och motivationstalare. Hon överlevde folkmordet i Rwanda 1994. År 2007 vann hon Mahatma Gandhi-priset för försoning och fred.

## Biografi
Immaculée Ilibagiza är född och uppvuxen i en liten by i Rwanda. Hennes föräldrar tillhörde tutsiminoriteten och var båda lärare. Fadern blev rektor och ansvarig för alla katolska skolor i distriktet. Modern gav gratislektioner efter arbetet till behövande skolflickor och gav dem tyg för ett sy kläder. Immaculée hade tre bröder och var mycket duktig i grundskolan. Ilibagiza studerade till ingenjör vid National University of Rwanda. Under påsklovet 1994 åkte hon hem till familjen. Den 6 april störtade presidentplanet över Kigali och den gamla konflikt mellan hutuer och tutsier blossade upp och ledde folkmordet som rasade över hela landet. Ilibagizas far skickade sin enda dotter till en lokal protestantisk pastor som var villig att skydda utsatta tutsier. Pastorn gav skydd  åt sex kvinnor i sitt privata badrum, medan interahamwemilisen mördade alla tutsier som de fick tag i. Ilibagiza och de andra kvinnorna vistadesi tre månader i ett trångt utrymme innan de kunde befrias.